# Eretmodus cyanostictus
The Tanganyika clown (Eretmodus cyanostictus) là một loài cá thuộc họ Cichlidae. Loài này có ở Burundi, Cộng hòa Dân chủ Congo, Tanzania, and Zambia. Môi trường sống tự nhiên của chúng là hồ nước ngọt.